# Оттерспер, Хейн
Хейн Оттерспер (нидерл. Hein Otterspeer; род. 11 ноября 1988 года, Гауда Нидерланды) — конькобежец-спринтер из Нидерландов. Участник зимних Олимпийских игр 2022 года, 3-кратный призёр чемпионата мира, 2-кратный серебряный призёр чемпионата Европы, 4-кратный чемпион Нидерландов в спринтерском многоборье и 11-кратный призёр.

## Биография
Хейн Оттерспер начал кататься на коньках по натуральному льду в парке, который находился за его домом в Аудеркерк-ан-ден-Эйсселе.
В 2004 году начал участвовать на юниорском чемпионате Нидерландов, а в сезоне 2008/2009 на взрослом чемпионате страны. В сезоне 2010/2011 дебютировал на Кубке мира, и наконец выиграл юниорский чемпионат Нидерландов в забеге на 500 м, а также стал 2-м на 1000 м.
В сезоне 2011/2012 занял 2-е место на чемпионате Нидерландов в спринтерском многоборье и стал 7-м на чемпионате мира по спринту в Калгари. В марте 2012 года завоевал 2-е место на 6-м этапе Кубка мира в Херенвене на дистанции 500 м и на чемпионате мира на отдельных дистанциях в Херенвене занял 6-е место в забеге на 1000 м. 
В 2013 году на чемпионате Нидерландов стал 3-м на дистанции 500 м и 2-м на 1000 м и в спринте, на Кубке мира в Нагано впервые выиграл забег 1000 м, в Харбине занял 2-е и 3-е место на этой дистанции и в Калгари вновь её выиграл, тем самым обеспечил себе 3-е место в общем зачёте Кубка мира на дистанции 1000 м. В феврале на чемпионате мира по спринту в Солт-Лейк-Сити завоевал бронзовую медаль. 
В сезоне 2014/15 Оттерспер присоединился к команде Жака Ори "LottoNL-Jumbo" и на Кубке мира дважды стал 3-м в забегах на 1000 м, выиграл чемпионат Нидерландов в спринте, а на чемпионате мира по спринту в Астане выиграл серебряную медаль в сумме многоборья. В марте на индивидуальном чемпионате мира в Херенвене занял 4-е и 5-е места соответственно на дистанциях 500 и 1000 м. 
В 2015 году он вывихнул плечо после столкновения с машиной во время езды на велосипеде, что сказалось на его выступлениях в следующем сезоне. В 2017 году он получил травму спины, которая продолжала беспокоить его в течение следующих трех лет. В 2020 году тренер Жак Ори убедил его обратиться за специализированным лечением за границей, где ему сделали операцию. В сезоне 2017/18 Хейн занял 2-е место в общем зачёте Кубка мира на дистанции 500 м и в декабре 2017 года не смог пройти квалификацию на олимпиаду 2018 года, заняв 4-е места в забегах на 500 и 1000 м.
В сезоне 2018/19 он вновь стал первым в спринте на чемпионате Нидерландов и на спринтерском чемпионате мира в Херенвене занял 8-е место. Через год Оттерспер не показал хороших результатов из-за проблем со спиной, а в 2021 году выиграл в третий раз чемпионат Нидерландов в спринте и на чемпионате Европы в Херенвене занял 2-е место в спринтерском многоборье.
В сезоне 2021/22 Хейн перешёл из команды "Jumbo-Visma" в команду Герарда ван Велде "Reggeborgh". На Кубке мира он стал в общем зачёте вновь третьим на дистанции 1000 м, в декабре 2021 занял на олимпийском отборе 3-е место в забеге на 1000 м и квалифицировался на игры в Пекин. В феврале 2022 года на зимних Олимпийских играх в Пекине на дистанции 1000 м занял 10-е место.
В 2023 году Оттерспер выиграл спринтерский чемпионат Нидерландов, серебряные медали на спринтерском чемпионате Европы в Хамаре и на индивидуальном чемпионате мира в Херенвене в командном спринте, а также впервые за карьеру в возрасте 34-х лет стал обладателем Кубка мира на дистанции 1000 м. Он продлил контракт с "Reggeborgh" ещё на один сезон.

## Личная жизнь
Хейн Оттерспер женат с 2011 года на Беттелин ван дер Плуг и у них есть сын Зант-Ян, 2016 года рождения. Он любит играть на Xbox в гоночные игры. Его любимое место отдыха Кюрасао и является болельщиком "Аякса".